# Pablo Larraín
Pablo Larraín Matte (Santiago de Chile, 19 augustus 1976) is een Chileens filmregisseur, scenarioschrijver en filmproducent.

## Biografie
Pablo Larraín Matte werd geboren in 1976 in Santiago de Chile als zoon van senator Hernán Larraín en voormalig minister Magdalena Matte. Hij studeerde audiovisuele communicatie aan de Universidad de las Artes, Ciencias, y Comunicaciones in Santiago.
Larraín is medeoprichter van de productiemaatschappij Fábula. Zijn eerste film Fuga, die hij regisseerde, kwam in maart 2006 in de zalen en won verschillende prijzen op filmfestivals. Hij regisseerde in 2011 de televisieserie Profugos. Zijn vierde speelfilm werd genomineerd voor beste niet-Engelstalige film op de 85ste Oscaruitreiking. Hij won de Grote prijs van de jury (Zilveren Beer) op het Internationaal filmfestival van Berlijn 2015 met El club.

## Filmografie
| Jaar | Titel                            | Regisseur | Producent | Schrijver |
| ---- | -------------------------------- | --------- | --------- | --------- |
| 2006 | Fuga                             | Ja        | Nee       | Ja        |
| 2007 | La Vida Me Mata                  | Nee       | Ja        | Nee       |
| 2008 | Tony Manero                      | Ja        | Nee       | Ja        |
| 2009 | Grado 3                          | Nee       | Ja        | Nee       |
| 2010 | Post Mortem                      | Ja        | Nee       | Ja        |
| 2011 | Ulises                           | Nee       | Ja        | Nee       |
| 2011 | El Año del Tigre                 | Nee       | Ja        | Nee       |
| 2011 | 4:44 Last Day on Earth           | Nee       | Ja        | Nee       |
| 2012 | Joven y Alocada                  | Nee       | Ja        | Nee       |
| 2012 | No                               | Ja        | Ja        | Nee       |
| 2012 | Paseo de Oficina                 | Nee       | Ja        | Nee       |
| 2013 | Crystal Fairy y el cactus mágico | Nee       | Ja        | Nee       |
| 2013 | Gloria                           | Nee       | Ja        | Nee       |
| 2013 | Barrio Universitario             | Nee       | Ja        | Nee       |
| 2013 | Las Niñas Quispe                 | Nee       | Ja        | Nee       |
| 2015 | Héroes                           | Nee       | Ja        | Nee       |
| 2015 | Nasty Baby                       | Nee       | Ja        | Nee       |
| 2015 | El Club                          | Ja        | Ja        | Ja        |
| 2016 | Neruda                           | Ja        | Nee       | Nee       |
| 2016 | Jackie                           | Ja        | Nee       | Nee       |
| 2017 | Una mujer fantástica             | Nee       | Ja        | Nee       |
| 2018 | Gloria Bell                      | Nee       | Ja        | Nee       |
| 2019 | Mi Amigo Alexis                  | Nee       | Ja        | Nee       |
| 2019 | Homeless                         | Nee       | Ja        | Nee       |
| 2019 | Ema                              | Ja        | Nee       | Ja        |
| 2020 | Nadie sabe que estoy aquí        | Nee       | Ja        | Nee       |
| 2021 | Spencer                          | Ja        | Ja        | Nee       |
| 2023 | El Conde                         | Ja        | Nee       | Ja        |
| 2024 | Maria                            | Ja        | Nee       | Nee       |

## Prijzen en nominaties
De belangrijkste:
| Jaar | Prijs                                   | Categorie                               | Genomineerde(n) | Uitslag  |
| ---- | --------------------------------------- | --------------------------------------- | --------------- | -------- |
| 2015 | Internationaal filmfestival van Berlijn | Grote prijs van de jury (Zilveren Beer) | El club         | Gewonnen |
| 2012 | Filmfestival van Cannes                 | C.I.C.A.E. Award                        | No              | Gewonnen |
| 2009 | Filmfestival van Rotterdam              | KNF Award                               | Tony Manero     | Gewonnen |